# La Roux
La Roux är en brittisk electropop/synth-akt som startade som en duo av sångerskan Elly Jackson och producenten Ben Langmaid. Sedan 2014 är La Roux ett soloprojekt för Elly Jackson. Musiken är influerad av 1980-talets synthband som Yazoo, The Human League, Heaven 17 och Blancmange.
La Roux har även givit inspiration till en hel del remixes bland annat inom dubstepgenren. Exempel på dessa är Bulletproof Chrispy Remix samt In for the kill Skrillex Remix.

## Diskografi
Studioalbum
- La Roux (2009) (#2 på UK Albums Chart)
- Trouble In Paradise (2014)

Samlingsalbum
- Sidetracked (2010)
- The Gold Edition (2011)

EPs
- iTunes Live: London Festival '09 (2009)
- The Gold EP (2010)

Singlar (urval)
- "Quicksand" (2009)
- "I'm Not Your Toy" (2009)
- "In for the Kill" (2009)
- "Tigerlily" (2009)
- "Uptight Downtown" (2014)
- "Kiss and Not Tell" (2014)

Annat
- Bulletproof / I'm Not Your Toy / You've Got The Love (2009) (delad promo-album med Florence and the Machine)
- Lazerproof (2010) (mixtape med Major Lazer)